# Partido da Terra

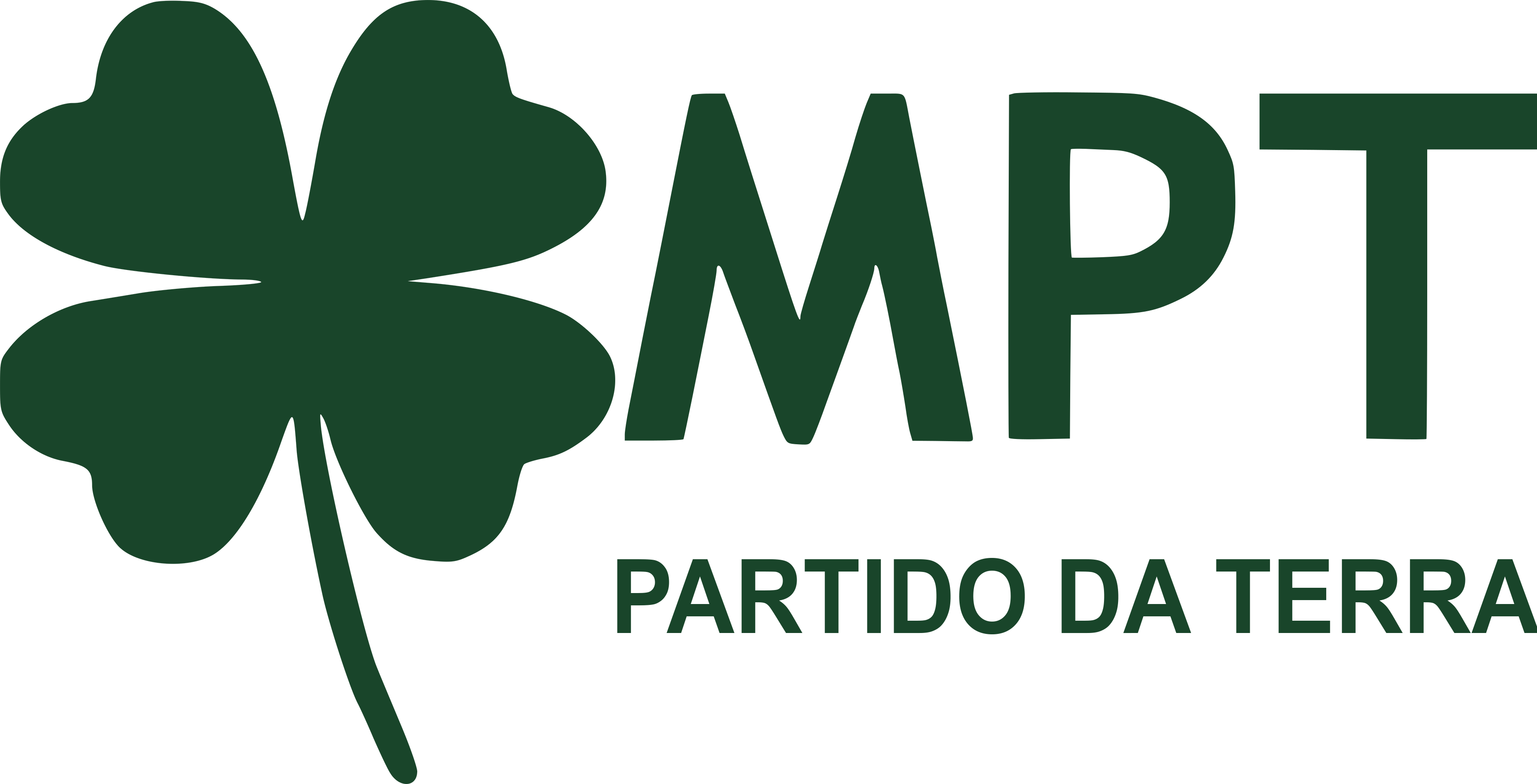
Logo der Partido da Terra

Die Partido da Terra, auch Movimento o Partido da Terra (MPT), zu Deutsch Bewegung der Partei der Erde, ist eine ökologisch ausgerichtete, eher konservative Kleinpartei in Portugal. Die 1993 von Gonçalo Ribeiro Telles gegründete Partei hat sich als oberstes politisches Ziel den Umweltschutz und die Schonung der bestehenden Ressourcen gesetzt; gleichzeitig sollen auch die „soziale und individuelle Gesundheit und Wohlbefinden“ gefördert werden. Sie setzt sich für einen Schutz der portugiesischen Kultur und ihrer Traditionen ein und möchte die Lusophonie weltweit stärken.
Auf internationaler Ebene ist die MPT Mitglied im Parteienverband WEP.

## Geschichte
1993 trat der frühere Minister Gonçalo Ribeiro Telles (1922–2020) aus der von ihm gegründeten Partei Partido Popular Monárquico aus, da er keine Möglichkeit sah, seine ökologische Programmatiken in der rechts-konservativen Partei durchzusetzen. Aus diesem Grunde gründete er am 12. August 1993 das Movimento Partido da Terra (Bewegung Partei der Erde). Er war bis zu seinem Tod Ehrenpräsident der Partei; Vorsitzender ist derzeit John Rosas Baker.
Hinsichtlich ihrer Wahlergebnisse konnte die Partei in letzter Zeit Erfolge vorweisen. Durch ein Wahlbündnis mit den liberal-konservativen portugiesischen Sozialdemokraten vertraten ab 2005 zwei Parlamentarier die Partei in der Assembleia da República, sie waren Mitglieder der PSD-Fraktion. 2007 trat die MPT das erste Mal bei den Regionalwahlen auf Madeira an und erreichte aus dem Stand 3173 Stimmen (2,25 Prozent) und entsendete einen Abgeordneten in die Regionalversammlung. Dennoch ist die Partei nicht portugalweit vertreten, lediglich in sieben von 14 Distrikten kann sie Kreisverbände vorweisen.
Zur Europawahl 2009 kooperierte die MPT mit der paneuropäischen, EU-skeptischen Partei Libertas. Als Spitzenkandidat für das gemeinsame Wahlbündnis trat der Vorsitzende der Partei, Pedro Quartin Graça Simão José, an. Das Bündnis kam auf 0,7 %. Zur Parlamentswahl im September 2009 trat die MPT in der Mehrzahl der Wahlkreise in einer Listenverbindung mit der Humanistischen Partei an. Das Bündnis kam auf 0,2 % der Stimmen. Bei der Parlamentswahl 2011 kam die MPT auf 0,4 %.
Bei der Regionalwahl in Madeira 2011 verlor die MPT leicht auf 1,9 %, konnte ihr Mandat aber verteidigen.
Bei der Europawahl 2014 konnte die MPT überraschend 7,1 % der Stimmen erreichen und zog mit zwei Abgeordneten – António Marinho e Pinto und José Inácio Faria – in das Europäische Parlament ein. Die Abgeordneten schlossen sich der Fraktion der Allianz der Liberalen und Demokraten für Europa an. Marinho e Pinto verließ die MPT jedoch bereits im September 2014 und gründete später die Partido Democrático Republicano. Die MPT trat im November 2014 der ALDE-Partei bei, die sie im Dezember 2016 wieder verließ. Faria verließ die ALDE-Fraktion und trat zur Fraktion der Europäischen Volkspartei (EVP) über.
2018 ging die Partei in Insolvenz. Seit 2019 ist Manuel Ramos Vorsitzender der MPT.

## Wahlergebnisse

### Parlamentswahlen
| Jahr | Stimmen   | Anteil | Mandate |
| ---- | --------- | ------ | ------- |
| 1995 | 08.235    | 0,14 % | –       |
| 1999 | 19.938    | 0,37 % | –       |
| 2002 | 15.540    | 0,28 % | –       |
| 2005 | PSD       | –      | 2       |
| 2009 | 15.547 HP | 0,28 % | –       |
| 2011 | 22.705    | 0,42 % | –       |
| 2015 | 22.596    | 0,42 % | –       |
| 2019 | 12.952    | 0,25 % | –       |
| 2022 | 7.571     | 0,15 % | –       |
| 2024 | 4.267 A21 | 0,07 % | –       |

### Regionalwahlen
- Regionalwahlen auf den Azoren 2004: 293 Stimmen (0,28 Prozent, 0 Mandate)[13]
- Regionalwahlen auf Madeira 2007: 3173 Stimmen (2,25 Prozent, 1 Mandat)[2]
- Regionalwahlen auf den Azoren 2007: 684 Stimmen (0,76 Prozent, 0 Mandate)[14]
- Regionalwahlen auf Madeira 2011: 2.839 Stimmen (1,98 Prozent, 1 Mandat)[2]

### Europawahlen
- Europawahl 2009: 0,66 % (0 Mandate, 23.415 Stimmen)[15]
- Europawahl 2014: 7,14 % (2 Mandate, 234.603 Stimmen)[16]
- Europawahl 2019 : auf den Listen von Nós, Cidadãos! (1,1 %, 0 Mandate, 34,672 Stimmen)
- Europawahl 2024: 0,12 % (0 Mandate, 4.610 Stimmen)[17]